# Maarten Sikking
Martinus Jacobus Maria (Maarten) Sikking (Bergen op Zoom, 13 februari 1948 – Pantai Lovina (Bali), 6 mei 2009) was een Nederlands hockeydoelman. Hij nam tweemaal deel aan de Olympische Spelen.
Hij speelde voor HTCC (dat later opging in HC Eindhoven), Schaerweijde en HC Kampong. Tussen 1970 en 1980 kwam hij 123 keer uit voor het Nederlands team.
Sikking nam viermaal deel aan het Wereldkampioenschap hockey en stond in het Nederlandse doel tijdens de Olympische Zomerspelen van München en Montreal. Hij kreeg landelijke bekendheid tijdens het WK van 1973. In de finale in het Wagener-stadion tegen grootmacht India verrichtte hij vlak voor tijd een gedenkwaardige redding. Nadat de wedstrijd in 2-2 geëindigd was stopte hij in de strafballenserie twee Indiase ballen, waardoor Nederland voor het eerst in de geschiedenis Wereldkampioen werd.
Sikking introduceerde de lichte beenbeschermers in Nederland. Na zijn sportcarrière was hij jarenlang werkzaam in de verzekeringsbranche. Hij was goed bevriend met Herman van Veen en met Van Veen en prinses Irene actief in onder meer de Stichting Colombine. Sikking liep marathons om geld in te zamelen voor goede doelen. Hij was eigenaar van een strandpaviljoen in Bergen aan Zee.
In 2003 werd hij getroffen door een herseninfarct. De laatste jaren van zijn leven was hij woonachtig op Bali, waar hij in 2000 getrouwd was met een Balinese en twee jonge kinderen had. Uit een eerder huwelijk had hij eveneens twee kinderen. Op Bali was hij eigenaar van een muziekcafé.
Maarten Sikking overleed op 6 mei 2009 op 61-jarige leeftijd.
André Bolhuis · 
Jan Willem Buij · 
Marinus Dijkerman · 
Thijs Kaanders · 
Coen Kranenberg · 
Ties Kruize · 
Wouter Leefers · 
Flip van Lidth de Jeude · 
Paul Litjens · 
Irving van Nes · 
Maarten Sikking · 
Frans Spits · 
Nico Spits · 
Bart Taminiau · 
Kik Thole · 
Piet Weemers · 
Jeroen Zweerts ·
Coach: Ab van Grimbergen
Jan Albers · 
André Bolhuis · 
Theodoor Doyer · 
Geert van Eijk · 
Imbert Jebbink · 
Hans Jorritsma · 
Wouter Kan · 
Coen Kranenberg · 
Hans Kruize · 
Wouter Leefers · 
Paul Litjens · 
Maarten Sikking · 
Ron Steens · 
Tim Steens · 
Bart Taminiau · 
Rob Toft ·
Coach: Wim van Heumen